# يعقوب الأطرش (ملحن)
يعقوب جورج الاطرش، هو ملحن، موزع، مؤلف موسيقي ومايسترو من فلسطين، عبر السنوات اشترك يعقوب في عدة مهرجانات مثل مهرجان قرطاج الدولي، مهرجان جرش وموازين. قام بقيادة الاوركسترا مع عدة فنانين مثل محمد عساف، اصالة، عمر العبداللات وهاني شاكر. 

## السيرة الشخصية
ولد يعقوب عام 1978 في بلدة بيت ساحور في فلسطين، والده يعمل في حرفة خشب الزيتون، وصناعة آلة العود، حيث انه أصبح مهتماً منذ فترة مبكرة من عمره بالموسيقى، وتعلم العزف على العود من والده.
تعلم يعقوب الموسيقى في الأكاديمية الأردنية للموسيقى، وبعدها عاد لفلسطين ليكمل دراسة العود في معهد إدوارد سعيد الوطني للموسيقى. 
```
في 
2007
، انشاء ستوديو اوتار، وفي السنة التالية شكل فرقة اوتار والتي ضمت 18 فنانً.
[
1
]
 
[
4
]
```

في 2012، الف موسيقى لمسرحية النمرود.
في 2014، احرز عمله، فلسطين نور من امل، جائزة فلسطين الدولية.
في 2021 ابتداء مشروع اصواتنا بأغانيكم.

## الجوائز
2014: جائزة فلسطين الدولية للتميز والإبداع